# 积石墓
积石墓是古代的一种墓葬形制，用石块、砾石构筑成墓室，上面用砾石封顶构成石冢，多分布于中国辽东半岛。 红山文化多有积石冢。
另外，春秋时期到汉朝，贵族墓葬出现了积石积沙墓和积石积炭墓， 但这种积石墓已不是石构墓，而是封土墓。积石用来加固， 可以帮助防潮，更有防盗功能。